# مات بارنز (لاعب كرة قاعدة)
مات بارنز (بالإنجليزية: Matt Barnes) هو لاعب كرة قاعدة أمريكي، ولد في 17 يونيو 1990 في دانبري في الولايات المتحدة.

## وصلات خارجية
- مات بارنز على موقع دوري كرة القاعدة الرئيسي (الإنجليزية)
- مات بارنز على موقعبيزبول رفرنس.كوم (الدوري الرئيسي) (الإنجليزية)
- مات بارنز على موقعبيزبول رفرنس.كوم (الدوري الثانوي) (الإنجليزية)
- مات بارنز على موقع إي إس بي إن.كوم (أم.أل.بي) (الإنجليزية)
- مات بارنز على موقع مشجعي الرسوم البيانية (الإنجليزية)